# Hanwha Ocean
Hanwha Ocean (ранее Daewoo Shipbuilding & Marine Engineering Co., Ltd) — южнокорейская судостроительная компания. Занимает второе место в рейтинге крупнейших мировых судостроительных компаний после Hyundai Heavy Industries. Входит в «Большую тройку» судостроителей Южной Кореи (вместе с Hyundai Heavy Industries и Samsung Heavy Industries).

## История
В 1973 году компания Korea Shipbuilding & Engineering Corp начала строительство верфи в городе Окпо-донг. В 1978 году недостроенную верфь приобрела только что созданная компания Daewoo Shipbuilding & Heavy Machinery. В 1979 году верфь построила первое судно — танкер-химовоз, но официальное её открытие состоялось только в 1981 году, а первую прибыль компания получила только в 1991 году.
В 1993 году компания заняла первое место в мире по количеству заказов. В этом же году на верфи была построена первая подводная лодка.
В 1994 году произошло слияние компании с Daewoo Heavy Industries Ltd. В 1998 году на верфи построен первый военный корабль. В этом же году начали экспортироваться первые пассажирские паромы.
В 2000 году вследствие финансового кризиса компании снова разделились, и год спустя Daewoo Shipbuilding & Marine Engineering открыла листинг на Корейской Фондовой бирже.
В 2005 году компания построила первое в мире регазификационное судно Excelsior (LNG re-gasification vessel . LNG RV — англ).
В 2007—2010 годах компания строила для Катара самые большие в мире СПГ танкеры классов Q-Max и Q-Flex.
В 2013 году был построен самый большой на тот момент контейнеровоз в мире Mærsk Mc-Kinney Møller (18 000 TEU). В том же году DSME выиграли тендер на строительство на 16 СПГ-танкеров ледового класса для проекта Ямал-СПГ Yamalmax. Позднее серия была сокращена до 15 танкеров, все они были построены к концу 2019 года.
В 2015 году построен очередной самый большой в мире контейнеровоз — MSC Oscar (19224 TEU).
24 мая 2023 года южнокорейский конгломерат Hanwha завершил приобретение Daewoo Shipbuilding & Marine Engineering и переименовал компанию в Hanwha Ocean.

## Деятельность
Компания производит пассажирские суда, газовозы, регазификационные суда, крупнотоннажные танкеры для перевозки сырой нефти, военные суда, плавучие установки для добычи, хранения и отгрузки нефти (Floating Production, Storage and Offloading. FPSO — англ), полупогружные буровые платформы, и пр.